# Escuadra de carpintero
La escuadra de acero (también conocida como escuadra de carpintero) es una herramienta utilizada en carpintería. Aunque los carpinteros utilizan varias herramientas para diseñar estructuras con ángulos rectos hechas de acero, el nombre escuadra de acero se refiere a un tipo específico de regla con un brazo más largo que el otro, usada especialmente para medir distintos ángulos. Consiste en una pieza metálica plana con forma de "L", con un brazo largo y ancho, y otro más corto y estrecho, que se encuentran formando un ángulo recto. También se fabrican con aluminio o con materiales poliméricos, que son ligeros y resistentes a la oxidación. 
El brazo más largo (blade en inglés) tiene una anchura de 2 pulgadas (5,1 cm); y el brazo más corto (tongue en inglés) mide 1,5 pulgadas (3,8 cm) de ancho. La herramienta tiene muchos usos, incluido el diseño de las uniones de las vigas de madera utilizadas para sujetar tejados y escaleras. Suelen incluir una escala para calcular diagonales, otra con equivalencias en pie tabla (medida anglosajona de carpintería usada para indicar un volumen de madera aserrada) y una tercera escala para trazar octógonos. En los modelos más modernos también se incluyen conversiones de grados para diferentes inclinaciones, y las equivalencias fraccionarias de pies y pulgadas.
También se puede usar como maestra para comprobar que una superficie que se está aplanando carece de alabeo.

## Brazo largo y brazo corto
En la carpintería tradicional a base de entramados de madera, las vigas se unían mediante el sistema de caja y espiga, utilizándose entalladuras de 2 pulgadas (5,1 cm) (tanto de anchura como desde el borde) cuando se trabajaba con maderas blandas, dando lugar al ancho del brazo largo. Asimismo, con maderas duras las entalladuras tenían tradicionalmente 1+1/2 de pulgada (3,8 cm), lo que explica el ancho del brazo corto. Esto permitía dimensionar rápidamente las juntas cuando se trabajaba tanto con madera dura como con madera blanda.

## Utilización

### Estructura de una escalera

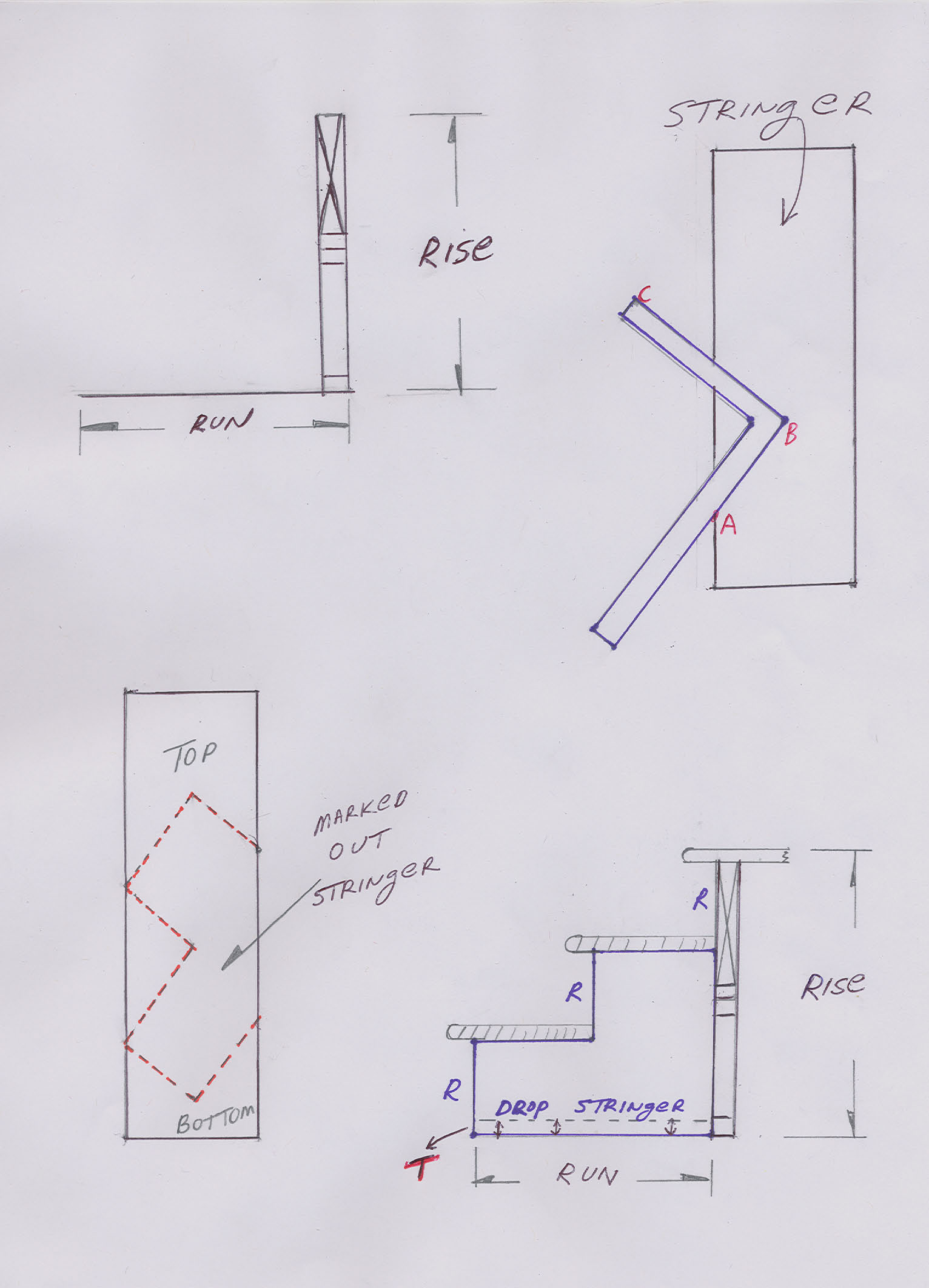
Desnivel (rise) y recorrido (run) teóricos de la escalera; colocación de la escuadra sobre un tablón; marcado de la huella y de la contrahuella (ABC=90°); subida total del larguero = 2R-T, recorrido total del larguero = 2AB

Las escaleras suelen constar de tres tipos de componentes. Son los largueros, los escalones y los tableros de contrahuella. Los largueros son los miembros estructurales que soportan la carga de la escalera, los escalones son la parte horizontal sobre la que se pisa y los tableros de contrahuella son la parte vertical que discurre a lo ancho de la estructura.
Construir una escalera requiere matemáticas rudimentarias. Existen numerosos códigos de construcción que debe cumplir una escalera. En un área abierta, el diseñador puede plantear una escalera con pocas restricciones, pero en un área confinada deben tenerse en cuenta más factores. En la mayoría de las escaleras hay una subida más que peldaños. El replanteo de la escalera comprende los pasos siguientes:
1. Determinar el desnivel (medida vertical) y la carrera (medida horizontal) de la escalera. También debe de tenerse en cuenta el grosor de los tablones utilizados para construir los escalones.
2. Se coloca la escuadra sobre una tabla de madera, de modo que las marcas de la huella y la contrahuella deseadas coincidan con el borde de la tabla. Se traza el contorno de la escuadra, que a continuación se desliza hacia arriba del tablero hasta que la huella se coloca en la marca y se repite el proceso (tantas veces como contrahuellas menos dos tenga la escalera)
3. La tabla se corta por las líneas de puntos, y el corte a plomo superior y el corte a nivel inferior se trazan sosteniendo la escuadra por el lado opuesto.
4. El larguero de este ejemplo tiene dos escalones intermedios, incorporando un ligero voladizo (denominado albardilla). También se ha dejado libre el espacio vertical entre escalones sucesivos (es decir, no se ponen los tablones de contrahuella). Por último, a la parte inferior del larguero se le debe cortar una tira con el grosor de la tabla usada para los peldaños. Una vez cortada, esta pieza se convierte en la plantilla con la que se recortan los largueros restantes.

### Estructura de un tejado
En la siguiente tabla figuran distintas relaciones entre las longitudes de las piezas de soporte de una cubierta a cuatro aguas, correspondientes a cuatro inclinaciones del tejado distintas. Este tipo de tablas aparecen grabadas en el brazo largo de la escuadra de carpintero:

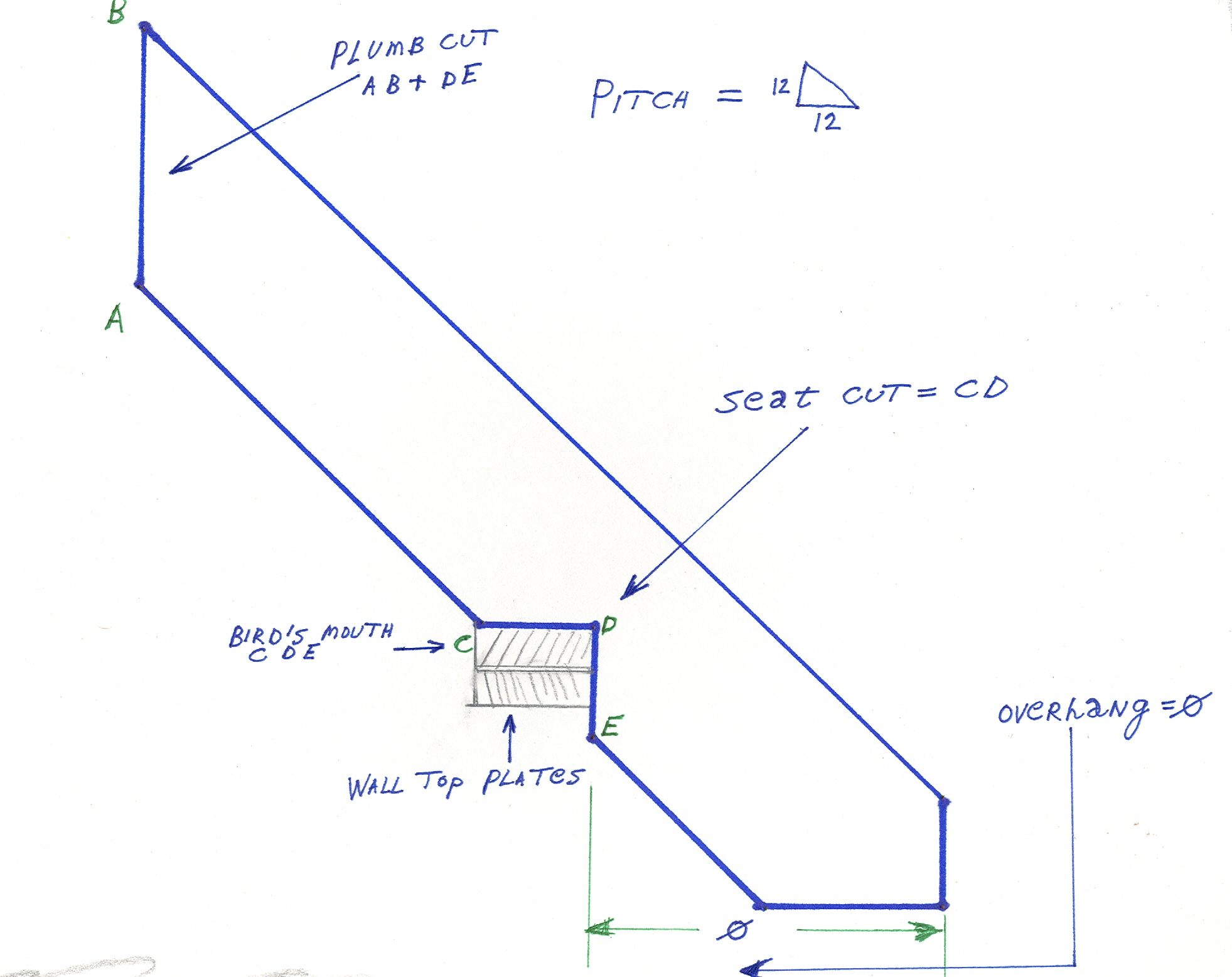
Esta es una viga común con dos cortes diferentes. El corte a plomo (izquierda) encaja en la tabla de la cumbrera y la boca de pájaro (centro) encaja sobre la coronación de una pared

| Longitud real de una viga común por cada pie medido en planta perpendicularmente entre cumbrera y alero                                      | 21,63 plg (54,9 cm)  | 19,21 plg (48,8 cm) | 16,97 plg (43,1 cm) | 14,42 plg (36,6 cm) |
| Longitud real de una viga de limatesa o limahoya por cada pie medido en planta perpendicularmente entre cumbrera y alero                     | 24,74 plg (62,8 cm)  | 22,65 plg (57,5 cm) | 20,78 plg (52,8 cm) | 18,76 plg (47,7 cm) |
| Diferencia de longitud entre dos cabrios con sus ejes separados 16 pulgadas                                                                  | 28,88 plg (73,4 cm)  | 25,63 plg (65,1 cm) | 22,63 plg (57,5 cm) | 19,25 plg (48,9 cm) |
| Diferencia de longitud entre dos cabrios con sus ejes separados 24 pulgadas                                                                  | 43,25 plg (109,9 cm) | 38,44 plg (97,6 cm) | 33,94 plg (86,2 cm) | 28,88 plg (73,4 cm) |
| Longitud del corte lateral de los cabrios | 6,69 plg (17,0 cm)   | 7,5 plg (19,1 cm)   | 8,5 plg (21,6 cm)   | 10 plg (25,4 cm)    |
| Longitud del corte lateral de una viga de limatesa o limahoya                                                                                | 8,25 plg (21,0 cm)   | 9 plg (22,9 cm)     | 9,81 plg (24,9 cm)  | 10,88 plg (27,6 cm) |
| Esta tabla muestra cinco tipos diferentes de cálculos de vigas y una tabla para marcar un ángulo llamado de corte lateral o corte de mejilla |                      |                     |                     |                     |

Una de las caras de la escuadra lleva marcada una escala denominada la tabla de vigas, que permite al carpintero realizar cálculos rápidos basados en el teorema de Pitágoras. La tabla está organizada por columnas que corresponden a varias pendientes del tejado. Cada columna describe una inclinación diferente (pitch en inglés) y contiene la siguiente información:
1. Longitud real de una viga común (también denominada viga par) por pie en planta. La viga común conecta la parte superior de un tejado (la "cumbrera") con la coronación de una pared. La tabla indica la longitud (hipotenusa) de la viga común por cada doce pulgadas de distancia horizontal ("recorrido" en planta).
2. Longitud real de limatesa o de limahoya por pie en planta de la viga común. La viga de limatesa o limahoya también conecta la cumbrera a una pared, pero se encuentra en un ángulo de 45 grados con la viga común. Este número da la longitud de la viga de limatesa o limahoya por cada diecisiete pulgadas de recorrido horizontal de la limatesa o limahoya (17 porque {\displaystyle 12{\sqrt {2}}=16.970}, siendo {\displaystyle {\sqrt {2}}} la medida de la hipotenusa de un triángulo rectángulo con ángulos de 45 grados cuyos catetos miden 1). Esto implica utilizar la medida en planta de la viga común, pero evita la necesidad de medir la limatesa o limahoya en planta.
3. Diferencia de longitud entre cabrios consecutivos. Los cabrios se encuentran en el mismo plano que las vigas comunes, pero conectan una viga de limatesa o de limahoya con una pared. Dado que las vigas de limatesa o de limahoya se encuentran con la viga de cumbrera y con las vigas comunes a 45 grados, las vigas de cabrio tendrán longitudes variables cuando se crucen con las limatesas o limahoyas. Dependiendo del espaciamiento, sus longitudes variarán en un factor constante entre vigas consecutivas; este número es la diferencia común.
4. Los ángulos de corte se pueden determinar alineando el número marcado en la hoja larga de la escuadra y la marca de doce pulgadas en el brazo corto, y trazando una línea apoyada en el brazo corto.
5. Los cabrios truncados entre limatesas y limahoyas se recortan de manera similar.

| [1] | [2] | [3] |
| [1] Elementos de sostenimiento de una cubierta a cuatro aguas [2] En las vigas comunes y los cabrios se suelen usar las marcas de 12" como referencia para marcar los cortes a plomo y a nivel [3] Relación entre una limatesa, los cabrios y las vigas comunes, y cómo se unen a la cumbrera y la placa inferior. Las vigas comunes se sujetan a la viga horizontal de la cumbrera en la cima del techo |     |     |

| [4] | [5] | [6] |
| [4] Para las limatesas y los cabrios también se usa la marca de 12" como referencia para alinear el plano de corte lateral [5] Las vigas de limatesas y limahoya usan la marca de 17" como referencia común para marcar el corte a plomo de una viga [6] El corte lateral es el ángulo biselado de la limatesa o limahoya que encaja en la cumbrera en esta imagen |     |     |

### Escala octogonal
La escala del octágono permite al usuario inscribir un octágono dentro de un cuadrado, dada la longitud del lado del cuadrado. Las marcas indican la mitad de la longitud de los lados del octágono, que se pueden trasladar mediante un compás. Los arcos dibujados desde los puntos medios de los lados del cuadrado se cruzarán con el cuadrado en los vértices del octógono resultante. Todo lo que queda es cortar cuatro secciones triangulares del cuadrado.
| [1] | [2] | [3] |
| [1] Tabla octogonal ubicada en la parte frontal de una escuadra de acero [2] Tabla octagonal de una escuadra de aluminio [3] Octágono trazado con la escala octogonal. Un transportador puede realizar la misma tarea |     |     |

### Escala diagonal
Los refuerzos mediante riostras (tirantes diagonales) son una característica común en las estructuras de entramado para evitar deformaciones excesivas bajo cargas laterales. La escala diagonal es útil para determinar la longitud de una riostra diagonal para conectar un poste y una viga, o en general, para enlazar cualquier pareja de elementos que forman un ángulo recto.

### Calculadoras electrónicas

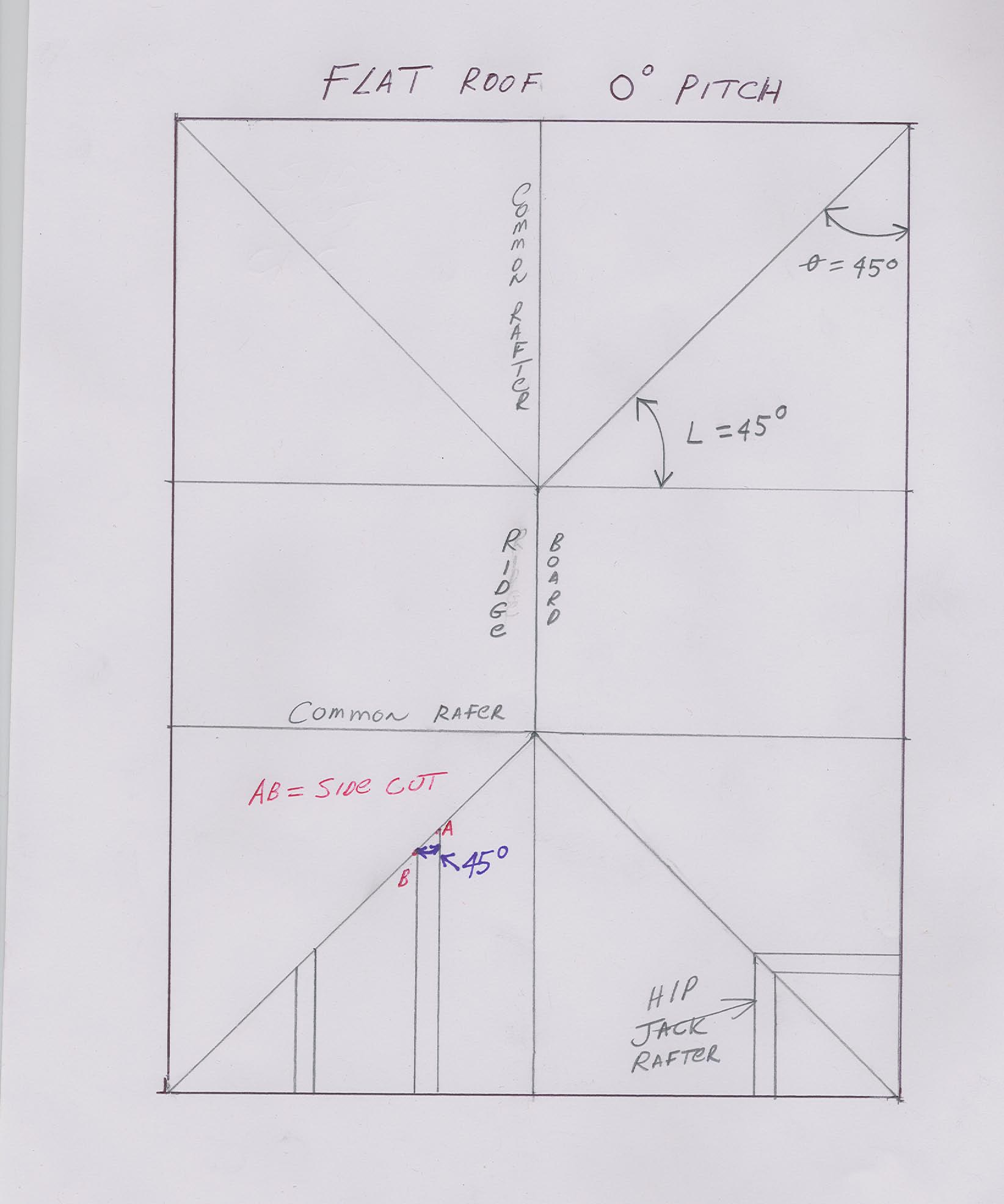
Ángulos de una cubierta plana

Además de utilizarse la escuadra, también se emplean las calculadoras de construcción para verificar y determinar los cálculos de techado. Algunas están programadas para determinar todos los cortes laterales para vigas comunes, limatesas, limahoyas y cabrios, de forma que los correspondientes elementos se encuentren exactamente a 45° de acuerdo con las pendientes de las vigas. La tabla de vigas se expresa en pulgadas, y cuanto mayor sea el valor numérico de la pendiente del tejado, mayor será la diferencia entre los ángulos de corte lateral. Solo un techo nivelado (de pendiente 0) requerirá un corte lateral con un ángulo de 45° para las limatesas, las limahoyas y los cabrios.

### Tabla de corte lateral de limatesas/limahoyas
Si un triángulo rectángulo tiene dos ángulos iguales a 45°, entonces dos de sus lados miden lo mismo. En este caso, la longitud de la viga en planta es la hipotenusa y los catetos del triángulo tienen una longitud que coincide con la distancia medida en horizontal entre la cara superior de la pared y la cumbrera. En la tabla anterior, el corte lateral figura en la columna de pendiente dada y en la fila del el corte lateral de limatesa/limahoya. Vista en planta, la viga normal de limatesa/limahoya incide en un ángulo de 45° con respecto a la cumbrera, y la unidad de medida es de 16,97 pulgadas de recorrido. Las vigas de limatesa/limahoya y de cabrio regulares tienen diferentes ángulos de bisel para cada pendiente dada, y el ángulo disminuye a medida que aumenta la pendiente.
| {\displaystyle c={\sqrt {12^{2}+12^{2}}}\,}                                                                      | {\displaystyle L={\sqrt {c^{2}+P^{2}}}\,} | {\displaystyle tangente={\frac {c}{L}}\,} |
| Leyenda |                                           |                                           |
| - c = hipotenusa - P = pendiente - L = longitud de la viga - Z = diferencia L entre dos vigas de cabrio a 16" OC |                                           |                                           |

El corte lateral de la viga de limatesa/limahoya = (Tangente) (12) = corte lateral en pulgadas. Los cortes laterales en la tabla están todos marcados respecto a una longitud base de 12". La función arco tangente se puede determinar a partir del valor de la pendiente. En la construcción, la mayoría de las herramientas eléctricas y los dispositivos de medición de ángulos utilizan tanto 90° como 0°. Los ángulos obtenidos a partir del arco tangente, se utilizan con herramientas como la escuadra rápida.

### Corte lateral de vigas de cabrio
En la tabla, el corte lateral figura en el cruce de la fila del corte lateral de las vigas de cabrio, y la columna de la pendiente. Hay una fila para la diferencia en la longitud de los cabrios cuando están separados 16" y 24" en el brazo largo de la escuadra. Las tangentes son directamente proporcionales para ambos centros.
| {\displaystyle tangente={\frac {16}{z}}\,} |

La tangente está en una base 12, es decir, la tangente x 12 = corte lateral de las vigas de cabrio. Esto corresponde al corte lateral en la escuadra de acero. Los ángulos complementarios del arco tangente se utilizan en la mayoría de los dispositivos de medición de ángulos en la construcción. La tangente de las vigas de limatesa, limahoya y cabrio es inferior a 1,00 en todas las pendientes superiores a 0°. La pendiente de 18" tiene un ángulo de corte lateral de 29,07° y una pendiente de 24" tiene un ángulo de corte lateral de 44,56° para las vigas de cabrio. La variación del ángulo entre estas dos pendientes es de 15,5°.

### Corte a plomo de cabrios y vigas comunes
El corte a plomo (vertical) para los cabrios y las vigas comunes (o pares) tiene el mismo ángulo. El corte a nivel (horizontal) del asiento, es el ángulo complementario al ángulo de corte a plomo. La muesca formada en la intersección de un corte a nivel y un corte a plomo se conoce comúnmente como boca de pájaro.
| {\displaystyle tangente={\frac {P}{b}}.\,} |

### Corte vertical de vigas de limatesa/limahoya
El corte a plomo de las vigas de limatesa/limahoya se expresa en la fórmula. El corte a nivel es el ángulo complementario, o 90° menos el arco tangente.
| {\displaystyle tangente={\frac {P}{\sqrt {a^{2}+b^{2}}}}.\,} |

### Vigas de limatesa/limahoya irregulares
La único escuadra que dispone de tablas para techos inclinados desiguales es la Chappell Universal Square, (patent #7,958,645). También contiene una tabla de vigas completa para techos poligonales de 6 y 8 lados.
La tradicional tabla de vigas cuadradas de acero (patentada el 23 de abril de 1901) está limitada porque no tiene tablas que permitan trabajar con techos inclinados desiguales. Las vigas de limatesa/limahoya irregulares se caracterizan por ángulos en planta que no son iguales o de 45°. Las placas superiores pueden estar a 90° en las esquinas exteriores o en varios otros ángulos. Existen numerosos planos de tejados con relaciones h/v irregulares.
|  |  |  |

## Escuadras de carpintería
En carpintería, una escuadra, generalmente de metal, es una guía que se usa para establecer ángulos rectos (ángulos de 90°) o ingletes. Hay varios tipos, como la escuadra rápida, la escuadra de comprobación y la escuadra combinada.